# Dichaetophora aberrans
Dichaetophora aberrans är en tvåvingeart som först beskrevs av Lamb 1914.  Dichaetophora aberrans ingår i släktet Dichaetophora och familjen daggflugor.
Artens utbredningsområde är Seychellerna. Inga underarter finns listade i Catalogue of Life.